# Kanadische Unterhauswahl 1963
- NDP: 17
- Lib: 128
- PC: 95
- SoCred: 24
- Sonst.: 1

Die 26. kanadische Unterhauswahl (englisch 26th Canadian General Election, französisch 26e élection fédérale canadienne) fand am 8. April 1963 statt. Gewählt wurden 265 Abgeordnete des kanadischen Unterhauses (engl. House of Commons, frz. Chambre des Communes). Wahlsiegerin war die Liberale Partei von Lester Pearson, die aber die absolute Mehrheit knapp verfehlte und deshalb eine Minderheitsregierung bilden musste.

## Die Wahl
Seit der Wahl von 1962 verfügte die progressiv-konservative Regierung von Premierminister John Diefenbaker nur über eine Minderheit. Außerdem spaltete sich die Regierung in zwei Lager. Diefenbaker und seine Verbündeten sprachen sich gegen die Stationierung amerikanischer Bomarc-Atomraketen auf kanadischem Boden aus, während zahlreiche Konservative und die liberale Opposition dafür waren. Verteidigungsminister Douglas Harkness trat am 4. Februar 1963 wegen Diefenbakers Ablehnung zurück. Am darauf folgenden Tag verlor die Regierung ein Misstrauensvotum, was eine vorgezogene Neuwahl nach sich zog.
Die Liberalen konnten ihren Wähleranteil zwar ausbauen, für die absolute Mehrheit fehlten ihnen jedoch sieben Sitze. Sie bildeten ihrerseits eine Minderheitsregierung, die auf die Unterstützung der Neuen Demokratischen Partei (NDP) angewiesen war. Die NDP musste geringfügige Verluste hinnehmen. Auch die Social Credit Party verlor Sitze und spaltete sich ein halbes Jahr später nach internen Machtkämpfen in eine englischsprachige und eine französischsprachige Partei, den Ralliement créditiste.
Die Wahlbeteiligung betrug 79,2 %, die bisher höchste in der Geschichte des Landes.

## Ergebnisse

### Gesamtergebnis

Übersicht der Provinzen und Territorien

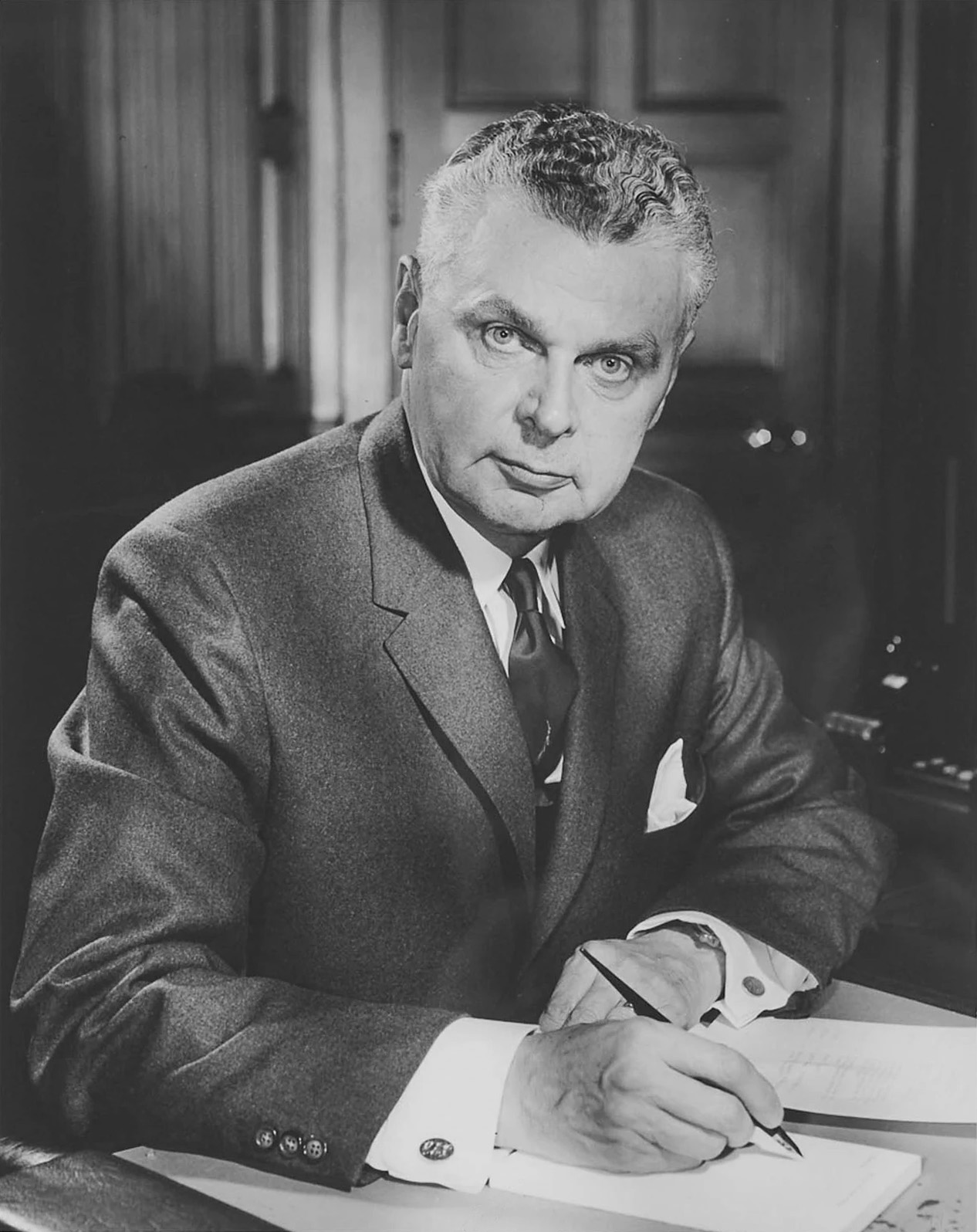
John Diefenbaker

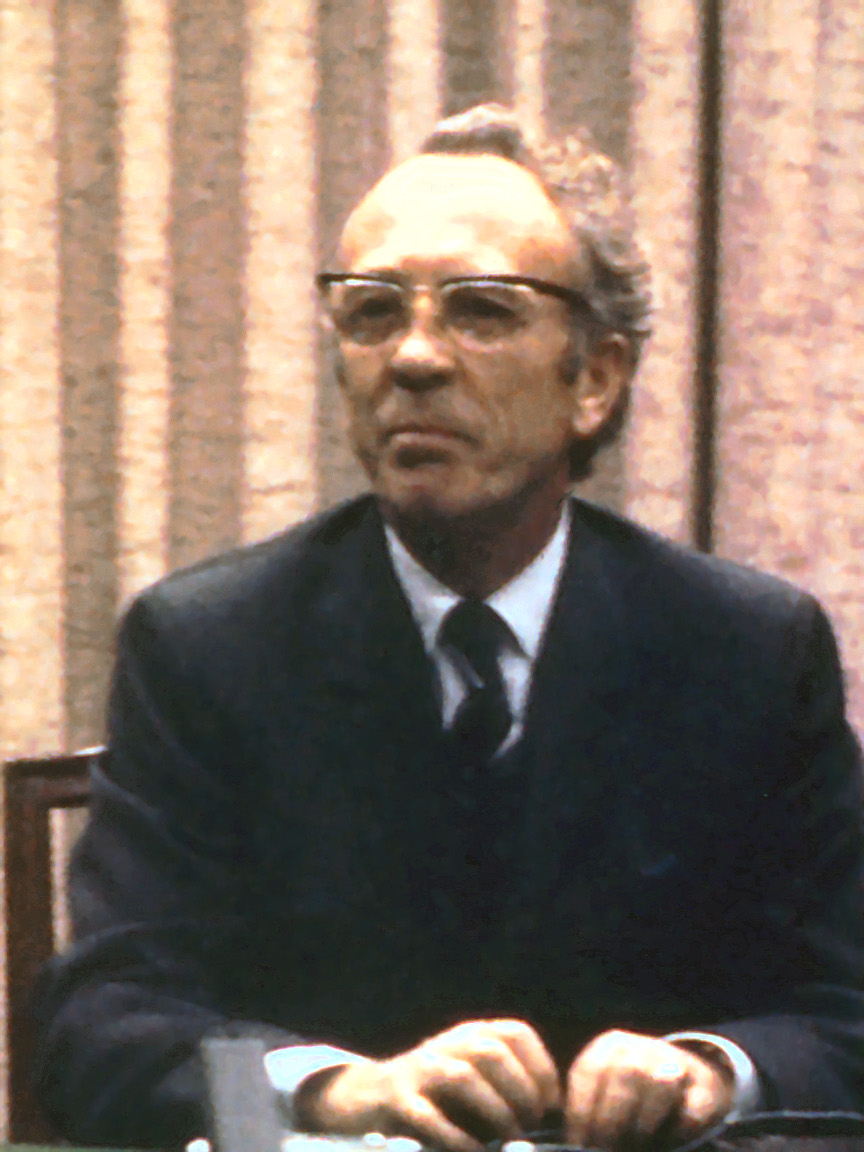
Tommy Douglas

| Partei | Partei                              | Vorsitzender       | Kandi- daten | Sitze 1962 | Sitze 1963 | +/−  | Stimmen   | Wähler- anteil | +/−       |
| ------ | ----------------------------------- | ------------------ | ------------ | ---------- | ---------- | ---- | --------- | -------------- | --------- |
|        | Liberale Partei                     | Lester Pearson     | 265          | 099        | 128        | + 29 | 3.276.996 | 41,48 %        | + 4,51 %  |
|        | Progressiv-konservative Partei      | John Diefenbaker   | 265          | 116        | 095        | − 21 | 2.591.613 | 32,80 %        | − 4,42 %  |
|        | Social Credit Party                 | Robert N. Thompson | 224          | 030        | 024        | − 06 | 940.703   | 11,91 %        | + 0,30 %  |
|        | Neue Demokratische Partei           | Tommy Douglas      | 232          | 019        | 017        | − 02 | 1.044.701 | 13,22 %        | − 0,35 %  |
|        | Liberal-Labour 1                    |                    | 001          | 001        | 001        |      | 16.794    | 0,21 %         | + 0,01 %  |
|        | Unabhängige Liberale                |                    | 006          |            |            |      | 14.658    | 0,19 %         | + 0,05 %  |
|        | Unabhängige                         |                    | 009          |            |            |      | 5.236     | 0,07 %         | − 0,01 %  |
|        | Kommunistische Partei               | Leslie Morris      | 012          |            |            |      | 4.234     | 0,05 %         | − 0,03 %  |
|        | Unabhängige Progressiv-Konservative |                    | 002          |            |            |      | 1.965     | 0,02 %         | − 0,02 %  |
|        | Unabhängige Konservative            |                    | 002          |            |            |      | 1.159     | 0,01 %         | + 0,01 %  |
|        | Ouvrier indépendant                 |                    | 001          |            |            |      | 1.064     | 0,01 %         | + 0,01 %  |
|        | Independent Social Credit           |                    | 002          |            |            |      | 717       | 0,01 %         | + 0,01 %  |
|        | Nationalisten                       |                    | 001          |            |            |      | 540       | 0,01 %         | + 0,01 %  |
|        | Candidat libéral des électeurs      |                    | 001          |            |            |      | 496       | 0,01 %         | − 0,01 %  |
|        | Sozialistische Arbeiterpartei       |                    | 001          |            |            |      | 43        | <0,01 %        | + <0,01 % |
| Gesamt | Gesamt                              | Gesamt             | 1023         | 265        | 265        |      | 7.891.627 | 100,0 %        |           |

1 der Liberal-Labour-Abgeordnete schloss sich der liberalen Fraktion an

### Ergebnis nach Provinzen und Territorien
| Partei       | Partei                              | Partei       | BC   | AB   | SK   | MB   | ON   | QC   | NB   | NS   | PE   | NL   | NW   | YK   | Gesamt |
| ------------ | ----------------------------------- | ------------ | ---- | ---- | ---- | ---- | ---- | ---- | ---- | ---- | ---- | ---- | ---- | ---- | ------ |
|              | Liberale Partei                     | Sitze        | 7    | 1    |      | 2    | 51   | 47   | 6    | 5    | 2    | 7    |      |      | 128    |
|              | Liberale Partei                     | Anteil in %  | 32,3 | 22,1 | 24,1 | 33,8 | 45,8 | 45,6 | 47,3 | 46,7 | 46,4 | 64,5 | 41,0 | 43,2 | 41,5   |
|              | Progressiv-konservative Partei      | Sitze        | 4    | 14   | 17   | 10   | 27   | 8    | 4    | 7    | 2    |      | 1    | 1    | 95     |
|              | Progressiv-konservative Partei      | Anteil in %  | 23,4 | 45.3 | 53,7 | 42,3 | 35,0 | 19,5 | 40,4 | 46,9 | 52,0 | 30,1 | 49,6 | 56,8 | 32,7   |
|              | Social Credit Party                 | Sitze        | 2    | 2    |      |      |      | 20   |      |      |      |      |      |      | 24     |
|              | Social Credit Party                 | Anteil in %  | 13,3 | 25,8 | 3,9  | 7,0  | 2,0  | 27,3 | 8,6  | 0,1  |      |      | 9,4  |      | 11,9   |
|              | Neue Demokratische Partei           | Sitze        | 9    |      |      | 2    | 6    |      |      |      |      |      |      |      | 17     |
|              | Neue Demokratische Partei           | Anteil in %  | 30,3 | 6,5  | 18,2 | 16,7 | 16,2 | 7,1  | 3,7  | 6,4  | 1,6  | 4,2  |      |      | 13,2   |
|              | Liberal-Labour                      | Sitze        |      |      |      |      | 1    |      |      |      |      |      |      |      | 1      |
|              | Liberal-Labour                      | Anteil in %  |      |      |      |      | 0,6  |      |      |      |      |      |      |      | 0,2    |
|              | Unabhängige Liberale                | Anteil in %  |      |      |      |      | 0,3  | 0,1  |      |      |      | 1,3  |      |      | 0,2    |
|              | Unabhängige                         | Anteil in %  | <0,1 | 0,1  | <0,1 | 0,2  | <0,1 | 0,1  |      |      |      |      |      |      | 0,1    |
|              | Kommunistische Partei               | Anteil in %  | 0,1  | 0,1  | 0,1  |      | 0,1  | <0,1 |      |      |      |      |      |      | 0,1    |
|              | Unabhängige Progressiv-Konservative | Anteil in %  |      |      |      |      | <0,1 | 0,1  |      |      |      |      |      |      | <0,1   |
|              | Unabhängige Konservative            | Anteil in %  |      |      |      |      | <0,1 |      |      |      |      |      |      |      | <0,1   |
|              | Ouvrier indépendant                 | Anteil in %  |      |      |      |      |      | 0,1  |      |      |      |      |      |      | <0,1   |
|              | Independent Social Credit           | Anteil in %  |      |      |      |      |      | <0,1 |      |      |      |      |      |      | <0,1   |
|              | Nationalisten                       | Anteil in %  |      |      |      |      |      | <0,1 |      |      |      |      |      |      | <0,1   |
|              | Candidat libéral des électeurs      | Anteil in %  |      |      |      |      |      | <0,1 |      |      |      |      |      |      | <0,1   |
|              | Sozialistische Arbeiterpartei       | Anteil in %  |      |      |      |      |      | <0,1 |      |      |      |      |      |      | <0,1   |
| Sitze Gesamt | Sitze Gesamt                        | Sitze Gesamt | 22   | 17   | 17   | 14   | 85   | 75   | 10   | 12   | 4    | 7    | 1    | 1    | 265    |